# Picorall
Picorall (Rallus montivagorum) är en förhistorisk utdöd fågel i familjen rallar inom ordningen tran- och rallfåglar. Fågeln beskrevs 2015 utifrån subfossila lämningar funna på ön Pico i ögruppen Azorerna.

## Utseende
Picorallen var liksom fyra andra utdöda arter funna i Azorerna och på Madeira mindre än dess förmodade anfader vattenrallen. Den hade troligen begränsad flygförmåga. Jämfört med vattenrallen är framför allt tarsometatarsus hela 36% kortare. Den har dock både längre vingar och ben än sãojorgerallen och mindre samt smalare humerus än portosantorall.

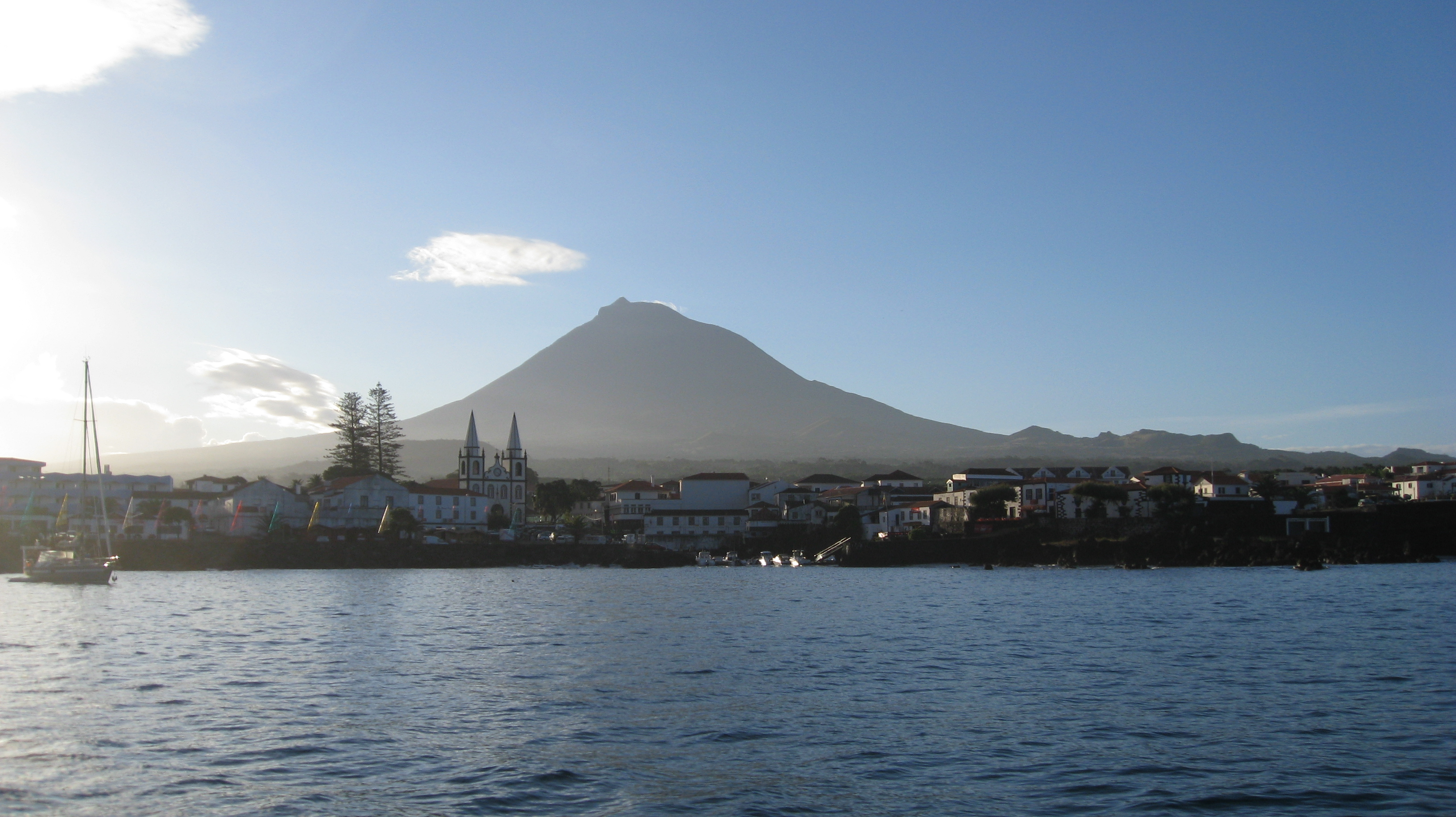
Ön Pico i Azorerna där lämningar efter arten hittats.

## Utdöende
Liksom de övriga rallarterna antas den ha försvunnit relativt snart efter att människan kom till ögruppen, med medföljande invasiva arter som råttor. Två av benfynden har daterats med kol-14-metoden, till år 437–645 respektive 1405–1450.

## Namn
Det vetenskapliga artnamnet montivagorum är en latinisering av azoriska föreningen Os Montanheiros som hedras för sina långtida insatser för att möjliggöra paleontologiska utgrävningar i grottor i centrala Azorerna.